# Сёрф-арт
Сёрф-арт (англ. Surf Art) — направление в искусстве, сформировавшееся в начале XXI века. Отличается использованием элементов импрессионизма, постимпрессионизма, сюрреализма, абстрактных и парадоксальных сочетаний форм. Сёрф-арт включает в себя картины, скульптуры и различные элементы дизайна, в которых изображен подлинный сёрфинг, образ жизни и всё, что с этим может быть связано. Наиболее яркими представителями сёрф арт искусства являются: Джей Элдерс), Джон Сиверсон (John Severson), Дрю Бропи, Гарри Бердсэлл (Garry Birdsall).

## Общая характеристика
Основное понятие сёрф-арта заключается в совмещении сёрфинга и искусства. Для этого художники сочетают натуралистические и абстрактные образы посредством коллажа, рисунка или скульптуры, или всего вместе.
Это направление сложилось в результате эволюции в долгой истории морской живописи и скульптуры. На протяжении многих лет морская живопись включала в себя картины обрушения волн, панорамы океана, морских судов, рыбалки и пляжных видов. Одной из важнейших ценностей сёрф-арта является свобода. Это относится и к методу исполнения картин. Художники выполняют свои работы без рациональной эстетики, часто используя фантасмагорию. Художники в стиле сёрф-арт работают с такими темами как природа, люди, ирония.

### Цитаты
- Джон О’Брайен (John O’Brien): «Сёрф-арт — это способ изображения того, что мы любим.»
- Мэтт О’Лири (Matt O’Leary): «Только сёрфер знает это ЧУВСТВО. Сёрф-арт — это чтобы передать чувство искусства сёрфинга и того, что с этим связано.»